# Isohyète
Une isohyète est, sur une carte météorologique, une ligne reliant des points d'égales quantités de précipitations tombées en une période déterminée. Du point de vue scientifique, le désert se définit par la rareté des pluies : l'isohyète annuelle de 100 mm est quasi unanimement considérée comme limite du désert. 